# 范明道
范明道，生卒年不詳，清初將領。江南上元縣人。回族。
順治十二年（1655年）己未科一甲第三名武進士。曾授三品服俸，教習武進士。後授湖廣荊州遊擊。今北京牛街清真寺有其題匾。